# Rio Başca
O Rio Başca é um rio da Romênia afluente do Rio Uz, localizado no distrito de Harghita.